# クーリュール・デ・ボワ

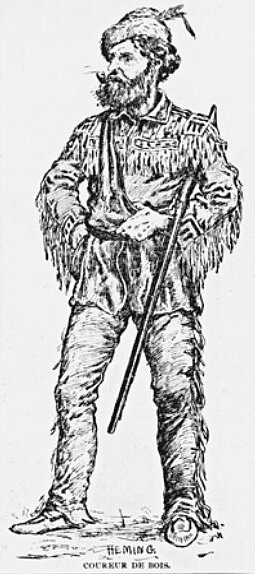
クーリュール・デ・ボワ
アーサー・ヘミング作

クーリュール・デ・ボワ（仏coureurs des bois、単数形クーリュール・ド・ボワcoureur des bois）は、「森林を駆ける者」という意味で、かつて毛皮交易のために、ヌーベルフランスや北アメリカ内陸部を旅して回った、独立自営的なフランス系カナダ人のことである。多くの森林を探検し、ヨーロッパからの輸入品とインディアンが作る毛皮、特にビーバーのペルト（原皮）とを交換して、行く先々で、交易の仕方やその地に暮らすインディアンの習慣を覚えた。

## クーリュール・デ・ボワの成り立ち

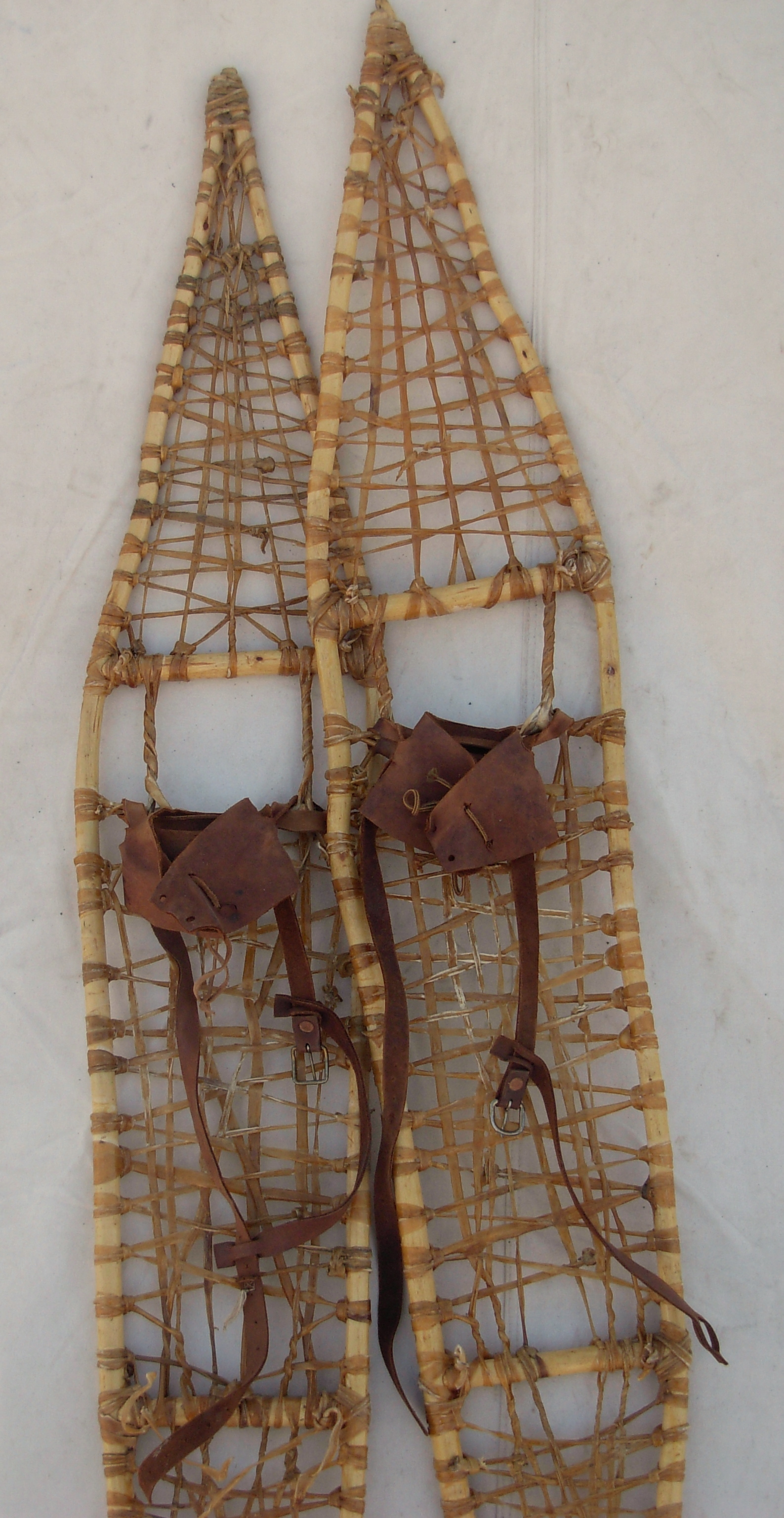
かんじき

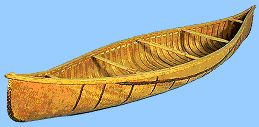
樺材のカヌー

1750年当時の北アメリカ。青い部分がフランス領、ピンクがイギリス領

ヌーベルフランス初期においては、アルゴンキン諸族との関係は大事なものであった。フランス人たちは、地元の生活に欠かせない樺材のカヌーやトボガン、かんじきを作る方法や、トウモロコシやサトウカエデの育て方などをインディアンから学んだ。食肉も、当初はインディアンたちに依存していた。クーリュール・デ・ボワは、そもそもは、この、ヨーロッパ人とインディアンの仲介役だった。サミュエル・ド・シャンプランは、若者をインディアンと共に生活させて、言葉や生活様式を学ばせた。ヒューロン族と生活したエティエンヌ・ブリュレはその代表的存在である。この時代、毛皮交易での先住民は、他の植民地の原住民のように、搾取される存在ではなく、白人交易者と、インディアン女性との婚姻も認められていた。しかし、後にヒューロン族は、ヨーロッパからもたらされた天然痘や酒によって生活が破壊され、さらにキリスト教の受け入れによる内部分裂、また交易をめぐってのイロコイ連邦との対立によって弱体化し、クーリュール・デ・ボワが毛皮の採取を請け負うようになって行く。
クーリュール・デ・ボワは、北アメリカのあちこちを旅してはいたものの、浮浪者ではなく、毛皮交易に従事する事業者だった。彼らは、出身階層を問わず、大自然の誘惑に屈服した者たちで、小作農や、独立自営農民の退屈な仕事から逃れる手段としての冒険に誇りを持っていた。17世紀の終わりごろまでには、ヌーベルフランスでは、クーリュール・デ・ボワはかなり人数が多くなっており、1680年、アンタンダンであるデュシュノーが、ヌーベルフランスで、すべての家族の息子、兄弟、伯父（叔父）または甥はクーリュール・デ・ボワであると推定している 。クーリュール・デ・ボワをいざなったのは、ただ冒険ができるという仕事であることや、あてもなく自由にうろつき回れることだけではなかった。厳しい宗教的義務を課す教会から、逃れたいという欲望も彼らを駆り立てた。その後、ケベックは独占的な毛皮交易を行ったが、彼らはそれを無視して、自らの力で仕事を仕切った。
クーリュール・デ・ボワは多くの技を持った冒険家であった。彼らはビジネスマンでもあり、熟練したカヌーのこぎ手でもあった。彼らの仕事には、漁業、かんじき作り、そして狩猟を含む一連のものが含まれており、インディアンたちに混じって行動するクーリュール・デ・ボワは、インディアンの一員のごとくふるまおうと努めた、そしてすぐに、森林での生活に必要なさまざまな技に秀でるようになった、それは、インディアンと比べても遜色がなかった。毛皮交易をするに当たって、インディアンは欠かせない存在だった。それというのも、インディアンたちは、北アメリカのフランス領、イングランド（イギリス）領、後にはアメリカから毛皮を持ってきて、フランスの交易所で取引し、クーリュール・デ・ボワに、交易のノウハウを与え、友情をはぐくんだからである。例えば、ラディソンと仲間たちは、内陸に住むインディアンたちと、ヨーロッパからの品物と引き換えに合意協定を結んだ。一方で、インディアンたちは、毛皮と引き換えにヨーロッパからの品物を受け取る時は、ラディソンたちを神のごとく崇拝した。というのも、こういった品物がインディアンたちに渡される時、クーリュール・デ・ボワたちは、堂々と気前良くふるまったからだったクーリュール・デ・ボワとインディアンたちの友情は、人種間結婚を生みだした 。

## 毛皮交易

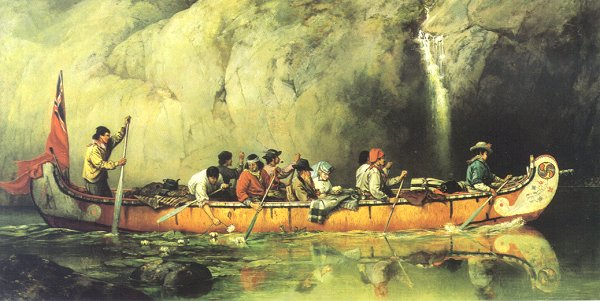
滝のある場所を通過するヴォワヤジュールのカヌー　フランセス・アン・ホプキンス作

クーリュール・デ・ボワの時代は、不法とされていた交易を行う者同士の結束が、最も固い時代でもあった。毛皮交易の初期には、交易とは、一般に使われるルートを避けて、大自然の奥深くに入り込んで交易することを意味していた。のちに、17世紀末から18世紀初頭になると、交易は、フランス当局の許可が必要になったが、許可を得ずに取引することをもあった。17世紀の間じゅう、毛皮はヌーベルフランスにとって大変金になるもので、交易者たちの競合は熾烈であり、多くの入植者たちが、モントリオールからペ・ダンノー（アッパーカントリー、五大湖周辺の地域）の入植地から、敵対関係にあるイロコイ連邦の領域を通す危険を冒して、西や北へと向かい、インディアンの罠漁師と取引をした。こういったクーリュール・デ・ボワは、モントリオール当局や官吏たちからは好意的に見られてはいなかった。1680年には600人以上にものぼったクーリュール・デ・ボワたちだが当局では、入植者が発展しつつあった農業地帯を捨てて、毛皮交易で一儲けすることに難色を示したのである。また、酒色に耽るなどの倫理上の問題もあった。
フランス当局は、規律が乱れがちな自営交易者による毛皮交易よりも、インディアン（後にはヴォワジュール）との直接の取引を優先した。クーリュール・デ・ボワによる無秩序な交易と、彼らが短期間で実入りを増やすのを抑え込むため、ヌーベルフランスの総督府は1654年に許可制（コンジェ）を採用した。許可のない者は交易ができなくなったが、この制限はしばしば無視された。多くのクーリュール・デ・ボワが、インディアンの助けを得て自分の仕事をと組んで続けるために、違法行為に走るようになったのである。この両者の結合は、ヴォワヤジュール（旅行者）を生みだした。ヴォワヤジュールは許可を持った商人の年季奉公人（アンガジェ）で、クーリュール・デ・ボワは、徐々に、ヴォワヤジュールにとって代わられるようになった。1861年での国王布告では、植民地に戻ったクーリュールは恩赦の対象となった。しかしクーリュール・デ・ボワは許可には無関心で、交易許可証は植民地の住民に売り飛ばされ、その利益を得たのは総督と地方長官だった。
また、フレンチ・インディアン戦争後にイギリス領となったケベックには、イギリスや、当時はイギリス植民地だったアメリカからも毛皮商人が訪れるようになった。彼らは、資本こそ小さいものの、経験豊かで、市場に通じており、五大湖の西へと足をのばして、ヴォワヤジュールを雇った。彼らのカヌーをこぐ技術は、長距離の交易に不可欠だった
認可を得た商人の下での労働者であるヴォワヤジュールは、事実上、毛皮交易でクーリュール・デ・ボワにとって代わる存在となったが、完全にクーリュール・デ・ボワが排除されることはなかった。ヴォワヤジュールが活躍した時期は、毛皮交易に「非認可」という新しい意味が付け加えられた時代でもあった。

## 交易ルート
初期の交易は危険きわまりないものであり、クーリュール・デ・ボワは、地図のない土地にも出かけて取引をしたため、行く先々で死亡する者も数多かった。彼らは春、通常5月に、川や湖の氷が解けると同時に、カヌーに物資やインディアンに与える品物を積み込んで出発した。彼らが取るルートは数種類しかなかった。モントリオールから、ビーバーの沢山いる土地へ直接行けるルートもあった。そのうちの一つが、オタワ川とマッタワ川を経由するものであったが、陸上の連水経路を通らなければならないという欠点があった。しかし、全体的には、イロコイ連邦やイングランドの攻撃からはほどほどに安全なルートであった。他のルートは、ミチリマキナクあるいはグリーンベイまで、セントローレンス川と湖を経由して行くもので、カタラキ（キングストン）、ナイアガラ、そしてデトロイトを通った。これは、ナイアガラの滝周辺での遠回りを除いては、すべて水上を行くものであったが、すべてを通り抜ける上で難があった。距離が長いため、イロコイ連邦の妨害にも度々遭った。セントローレンス川での航行もその当時は危険だった。まだブイや標識塔がないころで、どこに浅瀬があるのかがはっきりせず、イングランドとの絶え間ない戦争の間は、海で拿捕される危険もかなりあった。」
一般的に航行は一月ほど続き、クーリュール・デ・ボワは時に、半日ほど樺皮のカヌーか、または平底船を漕いだ。一部のクーリュール・デ・ボワは、自分の住まいから2000キロほど、あるいはもっと航行することもあった 。5月から8月は、大部分の交易者は入植地を離れていた。この航行のためにカヌーを荷造りするのは、骨の折れる作業であった、クーリュール・デ・ボワの生活と交易には、30以上の物品が必要であると考えられていたからである。彼らは食物や、狩猟の獲物、魚をインディアンと物々交換したが、他にも、ラシャ生地や麻や毛布、弾薬、金属製品（ナイフ、手斧、やかん）、鉄砲、そして時には衣類すらも、交易品としてカヌーの空間の大部分を埋め尽くした。航行中の食物は、目方が軽く、実用的で、腐敗しにくいものだった。バファロー肉から作るペミカンは、インディアンの食物だが、クーリュール・デ・ボワの関心をも惹いた、交易生活の条件を満たす食物だった。このペミカンは生皮の入れ物に保存されており、長い旅の間にも底をつくことはなかった。

## 有名なクーリュール・デ・ボワ

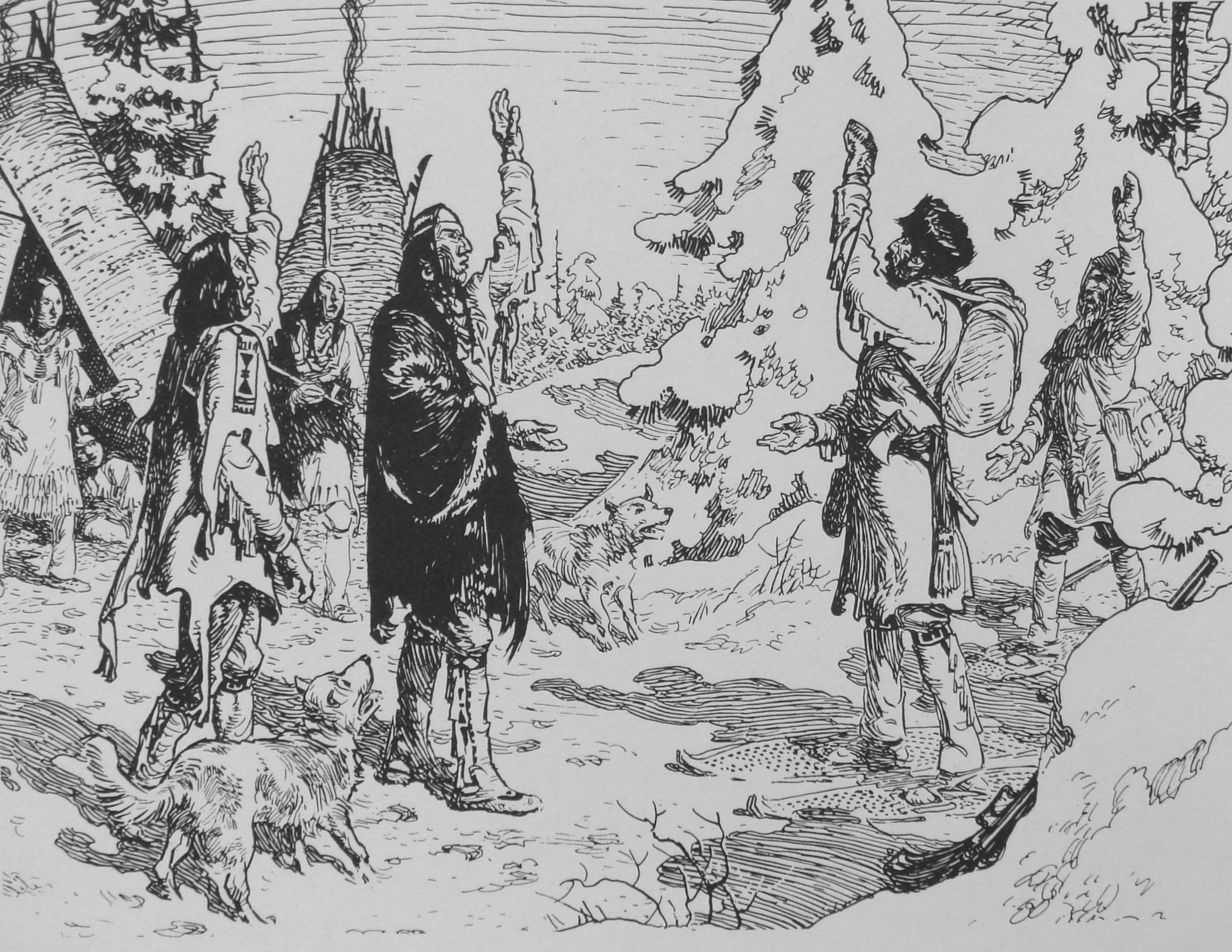
インディアン居住地へのラディソンの到着　チャールズ・ウィリアム・ジェフリーズ作

メダール・シュアール・デ・グロセリエ（1618年－1696年）

フランス人探検家でカナダの毛皮交易者。フランスのシャルリ＝スール＝マルヌに1618年7月に生まれたが、若いころのことは殆ど知られていない。1640年代のはじめにケベックに移住し、ヒューロン族の居住地（ヒューロニア）の近くで、イエズス会の布教を始めた。そこでクーリュール・デ・ボワの生活技術を学び、1653年に、二度目の妻マルゲリットを迎えた。マルゲリットの兄弟であるピエール＝エスプリ・ラディソンも毛皮交易では有名な人物であり、デ・グロセリエと並んで語られる。2人は交易ルートを探るため西部の未開の地を探検したが、ヌーベルフランス当局からで違法行為であるとされ、1683年、2人はフランスへに渡りこの件を糺そうとした。この企みが失敗に終わると、2人はイングランドに寝返り、ハドソン湾会社の設立に貢献した。ハドソン湾周辺の多大な知識と経験があったため、多大な評価を受けた 。
ピエール＝エスプリ・ラディソン（1636年－1710年）

フランス系カナダ人の毛皮交易者であり探検家。ラディソンの人生は、義理の兄弟であるメガール・デ・グロセリエにより大きく変化させられた。ラディソンの、フランスでの若いころのことは殆ど知られていない。1636年にアヴィニョンに生まれ、1651年にヌーベルフランスに渡ってトロワリヴィエールに住んだ。その同じ年、彼の人生に劇的な変化が訪れた。カモ狩りをしていてモホーク族に捕えられた時、一緒にいた仲間2人はインディアンとのやりとりの最中に殺されたが、ラディソンは助けられ、彼らの集落に受け入れられた。1659年に、スペリオル湖畔にビーバーがたくさん住んでいることをクリー族から聞き、義兄弟のグロセリエとヌーベルフランス総督や本国に進言したが無視され、グロセリエは不法に交易を行ったとして投獄された。これに怒った2人は、イングランドへの内通を決める。ヌーベルフランスは、1671年になってこのことに気付いたが、その時には既にハドソン湾会社が存在していた。
ジャン・ニコレ・ド・ベルボルヌ（1598年ごろ－1642年11月1日）

フランス人のクーリュール・デ・ボワで、グリーンベイ（現在のウィスコンシン州）を探検したことで有名。1590年代末にノルマンディに生まれ、1618年にヌーベルフランスに移住した。同じ年、サミュエル・ド・シャンプランに見出され、「ネーション・オブ・ジ・アイズル」と呼ばれたアルゴンキン諸族と共に暮らすようになり、彼らの言葉を学んで、後に通訳として活躍した。インディアンたちはすぐにニコレを仲間として受け入れ、彼が会議や協定調印に同席することさえも認めた。1620年、ニコレは、成長著しい毛皮交易で、ニシピング族と接触すると言う重要任務を任された。このことでニコレは大きな評価を得、1633年には、コンパニ・デ・サンアソシエの仕事に従事した 。